# Ammoniumtetrachloroaurat(III)
Ammoniumtetrachloroaurat, nach IUPAC Ammoniumtetrachloridoaurat(III), NH4[AuCl4] ist eine chemische Verbindung zwischen Ammonium und der Tetrachlorogoldsäure.

## Gewinnung und Darstellung
Ammoniumtetrachloroaurat kann durch Reaktion einer gesättigten Lösung von Gold(III)-chlorid mit Ammoniumchlorid in Salzsäure gewonnen werden.

## Eigenschaften
Ammoniumtetrachloroaurat ist ein geruchloses, gelb-oranges kristallines Pulver. Es ist löslich in Wasser. Das Hydrat besitzt eine monokline Kristallstruktur mit der Raumgruppe C2/c (Raumgruppen-Nr. 15).

## Verwendung
Ammoniumtetrachloroaurat kann zur Herstellung von Goldnanopartikeln verwendet werden.

## Sicherheitshinweise
Die Verbindung kann Verätzungen an der Haut sowie schwere Augenschäden verursachen. Beim Verschlucken wirkt es toxisch, da es die Speiseröhre und den Magen perforiert.
Bei der Verbrennung des Stoffes werden Stickoxide, Chlorwasserstoff und Goldoxide freigesetzt. Starke Basen und Oxidationsmittel können heftige Reaktionen mit Ammoniumtetrachloroaurat hervorrufen.